# Homo plus
Homo Plus (el título original en inglés es Man Plus) es una novela de ciencia ficción del escritor estadounidense Frederik Pohl. Escrita en 1976, constituyó el retorno definitivo a la escritura de este autor, tras una larga experiencia como editor. Ganó el Premio Nébula y fue nominada al Premio Hugo. En 1994 Pohl, junto a Thomas T. Tomas, publicaron una secuela llamada Mars Plus.

## Argumento
La amenaza de la guerra nuclear hace que la colonización de Marte sea una prioridad para la supervivencia de la humanidad. Sin embargo, las duras condiciones medioambientales del planeta hacen que eso sea muy difícil. Para remediarlo, el gobierno de los Estados Unidos emprende un programa para transformar a seres humanos en cyborgs que estén adaptados al hostil ambiente marciano. Posteriormente otras potencias inician programas similares.
El primer cyborg del programa será Roger Terraway, que sufrirá traumas psicológicos producidos al ver alterado su cuerpo (incluida la eliminación de sus órganos sexuales, algo de lo que no había sido advertido). El proceso le aleja del resto de la humanidad y sólo se le revela útil al llegar a Marte, donde consigue adaptarse perfectamente.
Al acabar la novela el lector descubre que existe una red de computadoras consciente y que han sido ellas las que han impulsado el programa de los cyborgs para asegurar su propia supervivencia. Aunque aún hay algo detrás, algo que está dirigiendo los movimientos de las computadoras y que ni siquiera ellas conocen.
| Predecesor                             | Premios de Homo plus                                  | Sucesor                  |
| -------------------------------------- | ----------------------------------------------------- | ------------------------ |
| La guerra interminable de Joe Haldeman | Premio Nébula a la mejor novela (30 de abril de 1977) | Pórtico de Frederik Pohl |

- Datos: Q2377008